# Aeroperú-vlucht 603
Aeroperú Vlucht 603 was een lijnvlucht van Miami naar Santiago, met een tussenstop in Lima. Op 2 oktober 1996 crashte de Boeing 757 die deze vlucht uitvoerde in de Grote Oceaan vlak bij Lima. Alle zeventig inzittenden overleden.

## De vlucht
Vlucht 603 vertrok om 0:42 plaatselijke tijd van de luchthaven Jorge Chávez te Lima. De gezagvoerder was Eric Schreiber en de copiloot David Fernández. Kort na de start merkten de piloten dat hun basisinstrumenten, zoals de hoogte- en snelheidsmeter, niet werkten. Doordat de computers aan boord van het vliegtuig verkeerde informatie kregen, voerden ze verkeerde handelingen uit, zoals Rudder Ratio (een systeem dat de hoeveelheid van gebruik van het roer reguleert naarmate de snelheid toeneemt), en gaven ze onjuiste en tegenstrijdige informatie aan de piloten, zoals Mach Trim, te snel vliegen, te langzaam vliegen, overtrekken en ten slotte te laag vliegen. De copiloot gaf een noodgeval door aan de luchtverkeersleiding en vroeg toestemming om naar Lima terug te keren.
Aangezien de piloten niet over goede instrumenten beschikten om de hoogte aan te geven en ze geloofden dat ze op een veilige hoogte waren, begonnen ze voorzichtig aan de daling. Aangezien de vlucht 's nachts boven de Grote Oceaan plaatsvond, hadden de piloten geen visuele referenties om de echte hoogte of snelheid te bepalen. Bovendien konden ze de goede snelheid niet bepalen vanwege de defecte snelheidsmeter, waardoor ze meerdere malen overtrokken raakten. Dit werd aangegeven in de cockpit door middel van de stickshaker (een voorziening die de stuurknuppel laat schudden ten teken van een overtrek), maar gezien tegenstrijdige waarschuwingen (tegelijkertijd klonk het alarm voor te snel vliegen) geloofden de piloten de waarschuwing niet. Door het meerdere malen overtrokken raken, verloor het vliegtuig veel hoogte. Hoewel de hoogtemeter 9700 voet bleef aangeven (ca. 3 km), was de echte hoogte veel lager. 28 minuten en 59 seconden na het opstijgen raakte de rechter vleugeltip het water en brak af. De piloten realiseerden zich de werkelijke hoogte en probeerden het vliegtuig nog tevergeefs omhoog te trekken. 19 seconden na het raken van het water crashte het. Alle zeventig inzittenden waren op slag dood. De volgende morgen werden er negen drijvende lichamen gevonden. De rest zonk met het vliegtuig.

## Oorzaak
De commissie die het ongeval onderzocht, concludeerde dat er voor de vlucht tape op de pitot-statische sensoren geplakt was. Deze sensoren geven informatie over onder meer snelheid, hoogte, stijgen en dalen. De tape werd erop geplakt om het vliegtuig te kunnen wassen zonder de sensoren te beschadigen. Na het wassen vergat het onderhoudspersoneel de tape te verwijderen. Toen de copiloot een snelle controle voor de vlucht maakte, kon hij niet zien dat de tape nog over de pitotsensoren zat (deze zijn niet heel goed te zien vanaf de grond).
Normaal gesproken worden sensoren die zo belangrijk zijn als deze afgedekt met speciale hoesjes. Hieraan hangt een vlaggetje met de tekst "Remove before flight"; de sensor was echter in dit geval met gewone tape (die slecht zichtbaar is) afgedekt.